# 加尔默罗会监狱

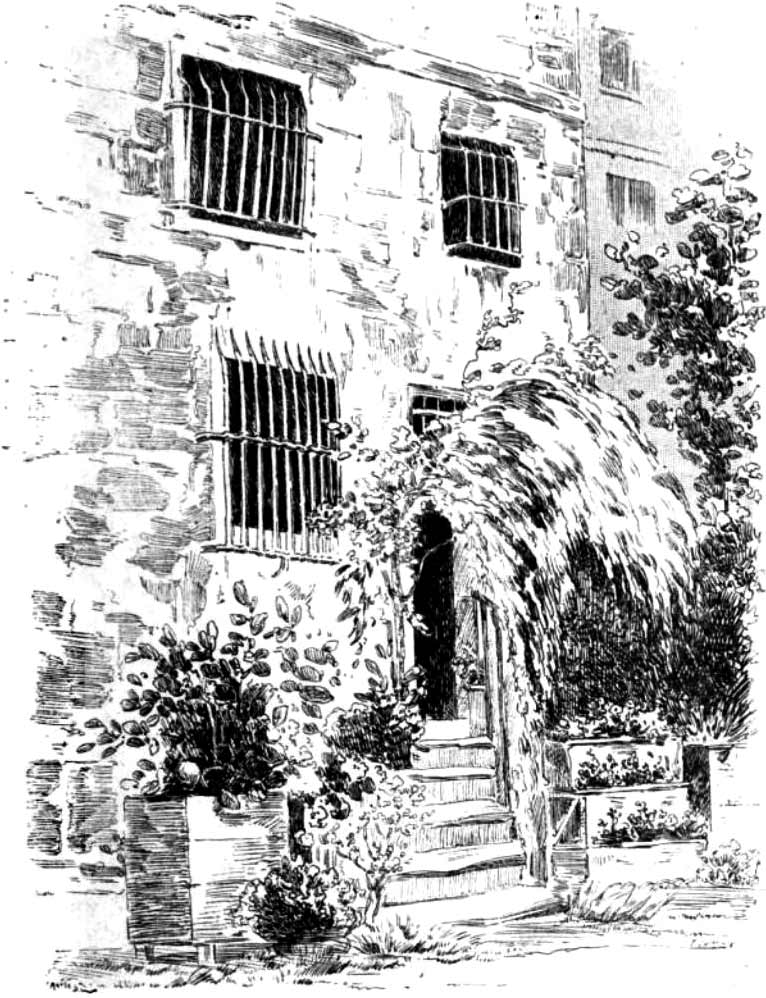
加尔默罗会修道院的台阶

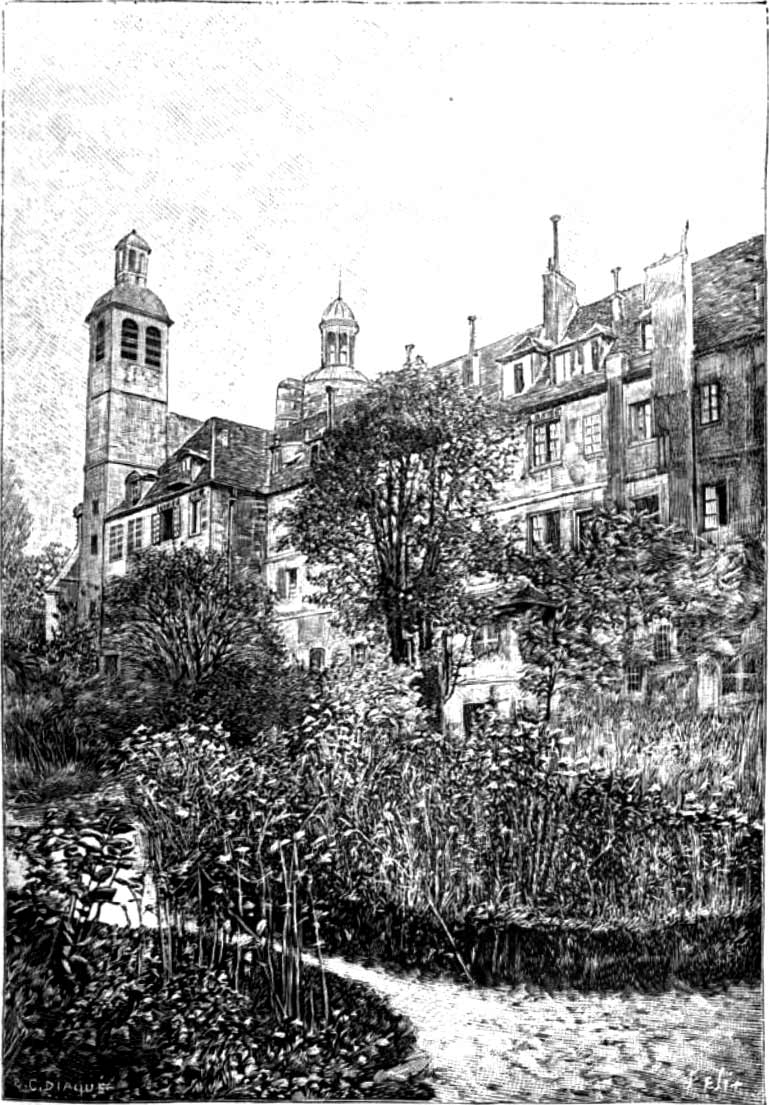
加尔默罗会修道院的花园

加尔默罗会监狱（ prison des Carmes）是法国大革命时期的一个监狱，设于 巴黎加尔默罗会修道院。其范围很大，其边界为勒加尔街（rue du Regard）、谢尔什-米迪街（rue du Cherche-Midi）和卡塞特街（rue Cassette），南临沃日拉尔路。这里是1792年九月屠杀的发生地点之一，出现在1927年电影《拿破仑》中。

## 九月屠杀

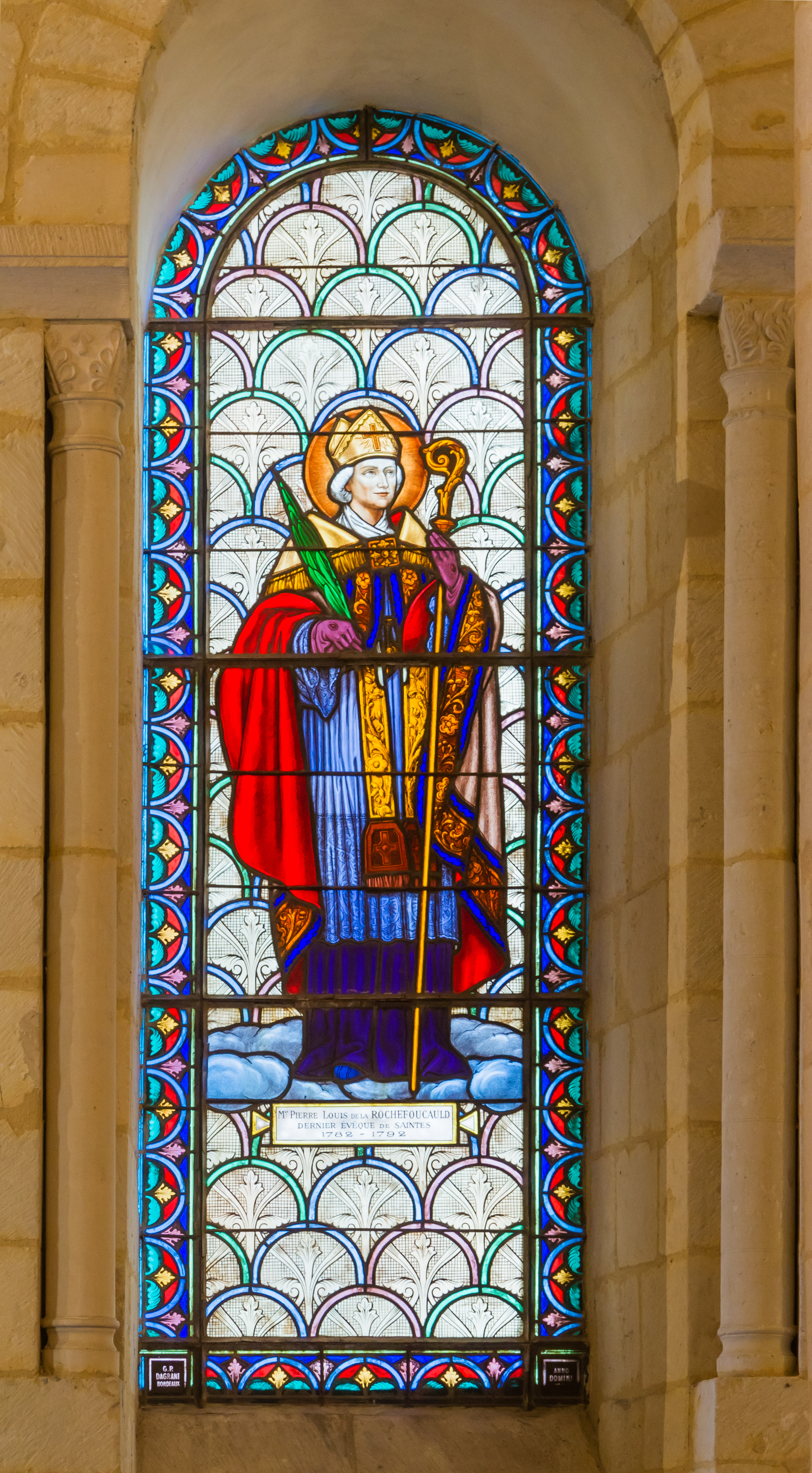
桑特主教皮埃尔-路易·德·拉罗什富科-巴耶，是三名被谋杀的高级教士之一。古斯塔夫·皮埃尔·达格兰绘制的玻璃花窗位于滨海夏朗德省桑特的圣欧吐普圣殿

1790年7月12日通过了教士的公民组织法，建立了新的神父和主教选举制度，并批准对任何拒绝服从的神父判处死刑。130名主教中的126名，以及13万名神父中的10万名，都拒绝宣誓，因此在1792年5月27日，国民立法议会颁布一项法令，下令将他们驱逐出境。
修道院的银器和图书遭没收，修士们被迫离开修道院建筑，这座建筑变成了监狱。专员斯坦尼斯 - 玛丽·马亚尔（Stanislas-Marie Maillard）奉监察委员会之命，在他的领导下，在极其暴力的情况下，188名神父和三名主教遭到屠杀。 在修道院监狱，暴力一直持续到9月4日凌晨，在一共29名神父和209名其他囚犯中，有21名神父和151名其他囚犯被杀害。在加尔默罗会监狱，暴力到下午6点才结束，在162至172名囚犯中有116人被杀害。所有拒绝在监狱法庭前宣誓的修士，都被刺刀刺死或用尖刺刺在门槛上。 加尔默罗会大屠杀持续了一整夜。
阿尔勒总主教让-马里·迪洛、副主教阿曼德·德·福考德·德·蓬布里昂、博韦主教弗朗索瓦-约瑟夫·德·拉罗什富科-巴耶和和他的兄弟桑特主教皮埃尔-路易·德·拉罗什富科-巴耶，被关在修道院教堂里。9月2日至5日，他们三人，和几位神父安德肋·格拉塞特、安布罗瓦·切夫鲁伊、弗朗索瓦·路易斯·赫伯特和若瑟·玛丽·格罗斯一起，在修道院花园被杀害。